# WCW Capital Combat
Capital Combat: Return of RoboCop fue un evento PPV de lucha libre profesional producido por la National Wrestling Alliance bajo el nombre de la World Championship Wrestling. Tuvo lugar el 19 de mayo de 1990 desde el D.C. Armory en Washington D. C.

## Resultados
- The Road Warriors (Hawk y Animal) y Norman the Lunatic (con Paul Ellering) derrotaron a Kevin Sullivan, Cactus Jack y Bam Bam Bigelow (con Oliver Humperdink) (9:38)
  - Hawk cubrió a Sullivan.
- Mark Callous (con Paul E. Dangerously) derrotó a Johnny Ace (10:41)
  - Callous cubrió a Ace.
- The Samoan Swat Team (Fatu y The Samoan Savage) derrotó a Tommy Rich y Mike Rotunda (17:54)
  - Savage cubrió a Rich.
- Paul Ellering (con Hawk y Animal) derrotó a Teddy Long (c/Butch Reed y Ron Simmons) en una Hair vs. Hair match (1:57)
  - Ellering cubrió a Long.
- The Midnight Express (Bobby Eaton y Stan Lane) derrotó a Brian Pillman y Tom Zenk, ganando el Campeonato de los Estados Unidos en Parejas de la NWA (20:20)
  - Eaton cubrió a Zenk después de un "Enzurgiri".
  - Jim Cornette fue encerrado en una jaula para que no interfiriera en la lucha.
- The Rock 'n' Roll Express (Ricky Morton y Robert Gibson) derrotó a The Freebirds (Michael Hayes y Jimmy Garvin) en una Corporal Punishment match (18:33)
  - Morton cubrió a Hayes con un "Sunset Flip".
- Doom (Ron Simmons y Butch Reed) (c/Teddy Long) derrotó a The Steiner Brothers (Rick y Scott) ganando el Campeonato en Parejas de la NWA (19:14)
  - Reed cubrió a Rick.
- Lex Luger (con Sting y El Gigante) derrotó al Campeón Mundial de los Pesos Pesados de la NWA Ric Flair (con Woman) por descalificación en un Steel cage match (17:21)
  - Flair fue descalificado después de que Ole Anderson levantara la jaula con los controles para que Arn Anderson y Barry Windham pudieran atacar a Luger.